# Giovanni Maria Artusi
Giovanni Maria Artusi (Bolonya (Emília-Romanya), vers 1540 - Idem. 18 d'agost, 1613), va ser un compositor i teòric musical italià.

## Biografia
Artusi va ser un dels majors reaccionaris de la història de la música, condemnant ferotgement el nou estil que anava sorgint a principis del segle XVII i que després es convertiria en el barroc. També va ser estudiant i seminarista a la Congregació de San Salvatore de Bolonya i es va mantenir durant tota la seva vida dedicat al seu mestre Gioseffo Zarlino (el principal teòric musical del segle XVI). Quan Vincenzo Galilei va atacar Zarlino al Diàleg de 1581, ho va fer provocant a Artusi perquè defensés el seu mestre i l'estil que seguia.
Els episodis més importants de la carrera d'Artusi i un dels episodis més famosos de la història de la crítica musical es van produir l'any 1600 (amb l'òpera Delle imperfecti della musica moderni) i l'any 1603, quan va atacar la "cruesa" i la "llicència" que contenia. en les obres d'un músic que inicialment es va negar a nomenar (era Claudio Monteverdi). Monteverdi va respondre en la introducció al seu cinquè llibre de madrigals de 1605, amb la seva discussió sobre la divisió de la pràctica musical en dos corrents, que va anomenar pràctica prima i segona pràctica. La primera pràctica va ser l'ideal polifònic anterior del segle XVI, l'estil de contrapunt fluid, dissonància i paritat de veus de Palestrina, mentre que la segona pràctica va ser el nou estil de monodia i recitatius acompanyats que emfatitzaven les veus de soprano i soprano.
La principal contribució d'Artusi a la literatura de la teoria musical va ser el seu llibre sobre les dissonàncies en contrapunt. Va reconèixer que hi havia més dissonàncies que consonàncies en una peça escrita segons la tècnica del contrapunt, i va intentar enumerar les raons de l'ús d'aquestes dissonàncies que s'utilitzaven per subratllar conceptes com ara dolor, pena, desig i terror. Irònicament, l'ús de Monteverdi en la "segona pràctica" estava formalment en línia amb el que es teoritzava al llibre; la diferència entre la música de Monteverdi i les teories d'Artusi estava en la importància de les diferents veus i els intervals exactes que s'havien d'utilitzar en la formació de la línia melòdica.
Les composicions d'Artusi eren poques i totes d'estil conservador: un llibre de cançons a quatre veus, publicat a Venècia el 1598 i una Cantate Domino a vuit veus del 1599.